# Alexander Jones (Wissenschaftshistoriker)
Alexander Jones (* 1960) ist ein kanadischer Wissenschaftshistoriker. Er befasste sich insbesondere mit der Geschichte der Naturwissenschaften und Mathematik in der Antike.
Alexander Jones studierte Klassische Philologie an der University of British Columbia und Mathematikgeschichte an der Brown University und wurde dort 1985 promoviert. Anschließend war er 16 Jahre an der University of Toronto als Professor of Classics and the History and Philosophy of Science and Technology tätig, bevor er Professor für antike Wissenschaftsgeschichte am Institute for the Study of the Ancient World der New York University wurde.
Er gab verschiedene antike und mittelalterliche griechische wissenschaftliche Texte heraus: Buch 7 der Mathematischen Sammlungen des Pappos von Alexandria, den Kommentar über den Schatz der Analysis, ein anonymes byzantinisches Handbuch der Astronomie das aus islamischen Quellen schöpft sowie astronomische und astrologische Papyri aus Oxyrhynchos. Er befasste sich mit Claudius Ptolemäus, dem Antikythera-Mechanismus und dem Verhältnis der babylonischen zur griechisch-römischen Astronomie und Astrologie.
Er ist Fellow der Royal Society of Canada und Mitglied der American Philosophical Society. Er war Guggenheim Fellow und erhielt den Francis Bacon Award für Wissenschaftsgeschichte.

## Schriften (Auswahl)
- Pappus of Alexandria, Book 7 of the Collection. Edited with translation and commentary. 2 Bände. Springer, New York, Heidelberg, Berlin 1986, ISBN 3-540-96257-3; ISBN 0-387-96257-3 (Dissertation).
- An eleventh-century manual of Arabo-Byzantine astronomy (= Corpus des astronomes byzantins Bd. 3). Gieben, Amsterdam 1987, ISBN 90-5063-014-6.
- Ptolemy’s first commentator (= Transactions of the American Philosophical Society Bd. 80, 7). American Philosophical Society, Philadelphia 1990, ISBN 0-87169-807-2.
- Astronomical papyri from Oxyrhynchus (P. Oxy. 4133–4300a) (= Memoirs of the American Philosophical Society Bd. 233). 2 Bände. American Philosophical Society, Philadelphia 1999, ISBN 0-87169-233-3.
- (Hrsg.): Ptolemy in perspective. Use and criticism of his work from antiquity to the nineteenth century (= Archimedes Bd. 23). Springer, Dordrecht, Heidelberg u. a. 2010, ISBN 978-90-481-2787-0 (darin: S. 11–44: Ancient rejection and adoption of Ptolemy’s frame of reference for longitudes).
- Olaf Pedersen: A survey of the Almagest. With annotation and new commentary by Alexander Jones. Springer, New York, Heidelberg u. a. 2011, ISBN 978-0-387-84825-9.